# A Ereção de Toribio Bardelli
A Ereção de Toribio Bardelli (em castelhano: La erección de Toribio Bardelli) é um filme de tragicomédia negra de 2023 escrito e dirigido por Adrián Saba. Uma coprodução internacional entre Peru e Brasil, o filme é estrelado por Gustavo Bueno, com Gisela Ponce de León, Rodrigo Sánchez Patiño, Michele Abascal e Lucélia Santos. O filme foi selecionado como o representante peruano para a categoria de Melhor Filme Internacional no 96º Oscar.

## Sinopse
Toribio Bardelli é um homem idoso, que junto com seus quatro filhos, já adultos, formam uma família disfuncional e falida. Prestes a completar 70 anos, Toribio perseguirá seu único objetivo na vida: voltar a ter uma ereção.

## Elenco
- Gustavo Bueno como Toribio Bardelli
- Gisela Ponce de León
- Rodrigo Sánchez Patiño
- Michele Abascal
- Lucélia Santos

## Produção

### Financiamento
No final de julho de 2015, o filme recebeu um estímulo econômico de 550 mil soles da Diretoria de Audiovisual, Fonografia e Novas Mídias entregue pelo Ministério da Cultura do Peru para iniciar sua fase de desenvolvimento. Em 20 de novembro de 2018, recebeu um impulso económico da Ibermedia e pouco tempo recebeu 4.000 euros depois de ganhar o prémio de Melhor Pitch na 4ª Ventana del Cine Madrileño para iniciar a produção.

### Filmagem
A filmagem durou 5 semanas no distrito de Lima, Surco, Miraflores e Barranco, Peru em 2019.

## Lançamento
A Ereção de Toribio Bardelli teve sua estreia mundial em 15 de agosto de 2023 como parte da competição de Ficção do 27º Festival de Cinema de Lima. Foi lançado nos cinemas no Peru em 26 de outubro de 2023.

## Recepção

### Recepção crítica
Eddson Esquives, do La Cinestación, avaliou o filme em 6 de 10, observando que "é uma história que perde força à medida que avança", expressando que os personagens coadjuvantes não contribuíram significativamente para o desenvolvimento do protagonista e indicando a abordagem superficial para lidar com o luto que a família está passando, embora destaque a capacidade de atuação de Gustavo Bueno, Gisela Ponce de León e Rodrigo Sánchez.
Sandro Mairata, de La República, mencionou que o filme não deveria ter sido selecionado para sua competição no âmbito do 27º Festival de Cinema de Lima, apontando erros técnicos, má direção de atores e um roteiro que parece não estar totalmente desenvolvido.
Em agosto de 2023, o Ministério da Cultura do Peru selecionou A Ereção de Toribio Bardelli em sua lista para submissão ao 96º Oscar de Melhor Longa-Metragem Internacional ao lado de Reinas sin corona e Soltera codiciada 2. A Ereção de Toribio Bardelli foi, em última análise, a apresentação oficial da categoria.

### Indicações
| Ano  | Prêmio / Festival          | Categoria    | Destinatário                 | Resultado | Ref.   |
| ---- | -------------------------- | ------------ | ---------------------------- | --------- | ------ |
| 2023 | Festival de Cinema de Lima | Melhor Filme | A Ereção de Toribio Bardelli | Indicado  | [ 14 ] |